# Copa Petrobras Buenos Aires 2010
Il Copa Petrobras Buenos Aires 2010 è un torneo professionistico di tennis maschile giocato sulla terra rossa, che faceva parte dell'ATP Challenger Tour 2010. Si è giocato a Buenos Aires in Argentina dal 4 all'11 ottobre 2010.

## Partecipanti

### Teste di serie
| Nazionalità | Giocatore         | Ranking* | Testa di serie |
| ----------- | ----------------- | -------- | -------------- |
| Uruguay     | Pablo Cuevas      | 69       | 1              |
| Italia      | Fabio Fognini     | 71       | 2              |
| Argentina   | Brian Dabul       | 94       | 3              |
| Argentina   | Carlos Berlocq    | 97       | 4              |
| Portogallo  | Rui Machado       | 124      | 5              |
| Cile        | Nicolás Massú     | 128      | 6              |
| Paraguay    | Ramón Delgado     | 135      | 7              |
| Argentina   | Federico Delbonis | 150      | 8              |

- Ranking al 27 settembre 2010.

### Altri partecipanti
Giocatori che hanno ricevuto una wild card:
- Facundo Argüello
- Guilherme Clezar
- Fabio Fognini
- Agustín Velotti

Giocatori passati dalle qualificazioni:
- Juan Martín Aranguren
- Andrés Molteni
- Guido Pella
- Marco Trungelliti
- Cătălin Gârd (Lucky Loser ha rimpiazzato Guillermo Alcaide)

## Campioni

### Singolare
Máximo González ha battuto in finale  Pablo Cuevas con il punteggio di 6–4, 6–3

### Doppio
Carlos Berlocq /  Brian Dabul hanno battuto in finale  Jorge Aguilar /  Federico Delbonis con il punteggio di 6–3, 6–2